# 阿卜杜勒-迈吉德二世
阿卜杜勒-迈吉德二世（羅馬化：`Abdü'l-Mecîd-i-sânî，1868年5月30日—1944年8月23日）是伊斯蘭世界最後一位受到普遍認可的哈里發，也是奥斯曼王朝第37代的家族領袖。

## 生平

### 早年
1868年5月30日，阿卜杜勒-迈吉德二世出生於伊斯坦堡貝西克塔什的多爾瑪巴切宮，其父母為阿卜杜勒-阿齊茲一世與海拉尼迪爾（阿卜杜勒-阿齊茲一世之第二位妻子），納西姆蘇丹女的弟弟。他曾接受過歐洲的教育。
由於對阿卜杜勒-阿齊茲一世的不滿蒸蒸日上，前任兼未來的大維齊爾米塔希姆·穆罕默德·拉什迪帕夏、國防部長侯賽因·阿維尼帕夏、謝赫伊斯蘭哈桑·海魯拉·阿芬迪及米德哈特帕夏於1876年5月12日商議決定密謀推翻之。同年5月29-30日晚上，阿卜杜勒-阿齊茲一世和他的家人被關在多爾瑪巴切宮。其財產也被劫掠殆盡。阿卜杜勒-阿齊茲一世則被帶到托普卡匹皇宮。後來在新任蘇丹與顧問的允許下，一家人搬到指定的費里宮。同年的6月4日，阿卜杜勒-阿齊茲一世的屍體被發現在費里宮。官方宣稱蘇丹死於自殺，但在1881年，他被證實是被謀殺。在阿卜杜勒-阿齊茲一世與其表弟穆拉德五世被推翻後的一段時間，阿卜杜勒-邁吉德二世等一家人都住在那裏，不曾變動。
1912年中，鄂圖曼政府的阿爾巴尼亞人巴斯里·貝告訴約翰·馮·帕拉維奇尼，阿爾巴尼亞人希望建立一個由鄂圖曼王子領導的獨立國家，當時阿卜杜勒-邁吉德二世被認為是最合適的人選──畢竟他是所有王子中受過歐洲教育最深的。然而義大利對此表示反對，並宣示他不會讓包括阿卜杜勒-邁吉德二世在內的所有鄂圖曼王子成為阿爾巴尼亞的政府首腦。奧匈帝國支持義大利的立場。

### 王位候選人
根據17世紀後的鄂圖曼帝國之習俗，鄂圖曼王位由最年長的男性代表繼承，是以阿卜杜勒-邁吉德二世的堂兄阿卜杜勒-哈米德二世成為繼任蘇丹。此時阿卜杜勒-邁吉德會繼任的可能微乎其微：因為他是五個堂兄和兩個同父異母兄弟之後的第八位繼承人。但在1909年，阿卜杜勒-哈米德二世被推翻，其弟穆罕默德五世即位。再後來，1918年7月4日，穆罕默德六世成為鄂圖曼蘇丹。至此，阿卜杜勒-邁吉德二世成為了皇儲。
然在穆罕默德六世上位期間並無實權，而是由恩維爾帕夏主政，爾後，帝國的戰敗與屈辱性的穆茲羅斯停戰協定，使得首都君士坦丁堡（今伊斯坦堡）被協約國占領，成為協約國之傀儡，因此蘇丹人心盡失並屢受批評。

### 哈里發

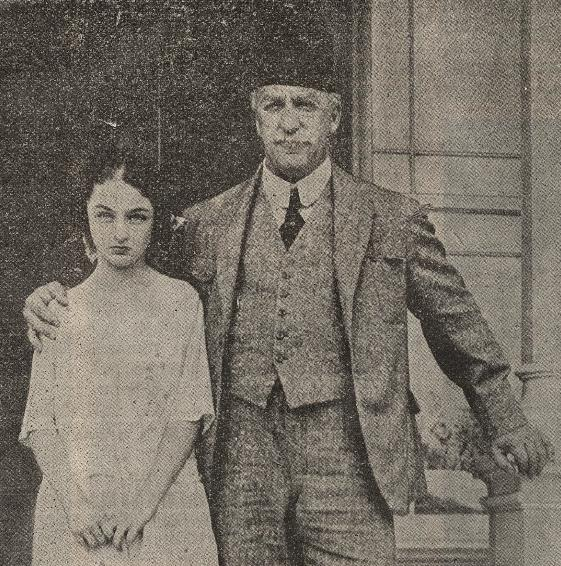
阿卜杜勒-邁吉德二世與他的女兒杜露塞瓦爾·蘇丹女

而當穆罕默德六世被廢除後，鄂圖曼蘇丹國被廢除，但在1922年11月19日（有來源稱是18日），阿卜杜勒-迈吉德王儲被土耳其大國民議會選為哈里發。隨後他在同年同月的24日定居伊斯坦堡。
11月24日，阿卜杜勒-邁吉德二世在托普卡匹皇宮附近的希爾卡伊謝里夫清真寺宣誓成為哈里發。許多土耳其政治家参与了這項儀式，包括雷菲特帕夏和霍賈·穆菲德·埃芬迪。此外這也是第一次用土耳其語來進行，而非原本的阿拉伯語；同樣地在法提赫清真寺，他用土耳其語講道。之後，他感謝政府對他的信任。
很快地，阿卜杜勒-邁吉德二世便遇到了一些困難：他想戴上哈里發之頭銜──他的父親戴過的那種蘇丹兼哈里發的頭銜，然而，穆斯塔法·凱末爾只授予他「忠實的哈里發」（純粹的哈里發頭銜），這意味著哈里發與蘇丹就此分離；與此同時，1923年12月11-17日舉行的哈里發會議中，確定了這個決議。同時在隔年的1月3日，穆斯塔法·凱末爾被授予哈里發救世主之稱號。到了同月15日，土耳其大國民議會在例行會議上提出了維持哈里發之權宜之計的問題。
1923年10月29日，土耳其共和國成立，意味著哈里發已經不復存在。報紙上充斥著阿卜杜勒-邁吉德二世自願取消哈里發頭銜的事情，儘管他對此一直保持沉默。1923年12月5日，大不列顛伊斯蘭共同體報發表一篇將為阿卜杜勒-邁吉德乃至所有哈里發辯護的文章。其支持者紛紛留在了土耳其。儘管如此，1924年3月3日，也就是土耳其共和國成立後六個月，哈里發之銜與鄂圖曼王朝一併被廢除，而根據第431條法律規定，鄂圖曼王朝成員將被逐出土耳其。是以，阿卜杜勒-邁吉德與他的兒女、妻子、導師薩利赫·克拉梅特·尼戈（女詩人尼戈·哈尼姆之子）、秘書侯賽因·納基普與私人醫生薩拉哈丁·貝伊便偷偷乘車到恰塔爾卡的火車站，並搭乘辛普朗快車離去。在他們離開前，土耳其政府給了這位前哈里發的家人2000英鎊、瑞士簽證和阿爾卑斯山酒店的其中一些房間。

### 流放生涯

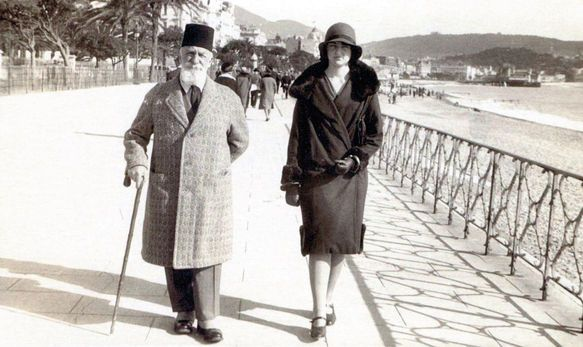
阿卜杜勒-邁吉德二世與她的女兒正在法國尼斯盎格魯街散步

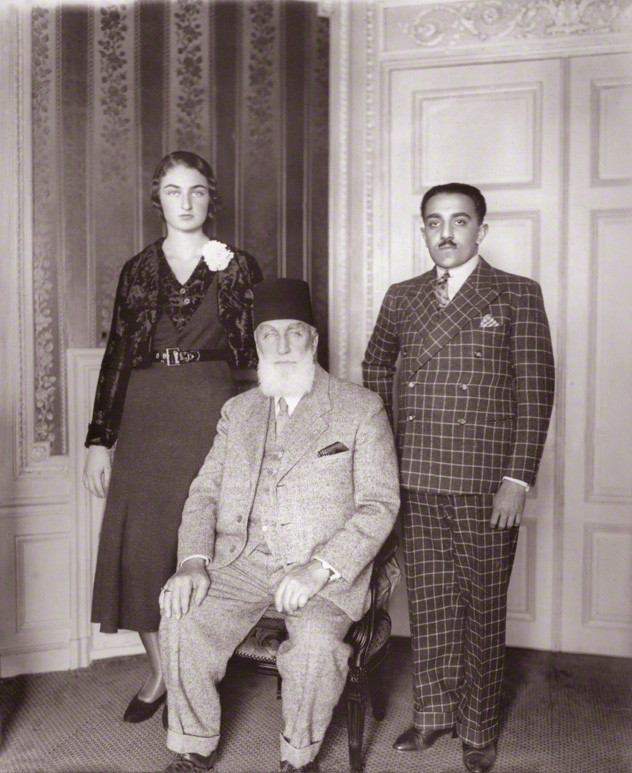
阿卜杜勒-邁吉德二世、他的女兒與其丈夫：當時的海德拉巴尼扎姆之子阿薩姆·賈的合影

當阿卜杜勒-迈吉德到達瑞士，曾短暫地被拘留一段時間，直至後來才被准許入境。到了酒店後，他便熱情的接受了蜂擁而至的歐洲記者們的採訪──他們迫不及待的一次了解哈里發的歷史；與此同時，他收到了無數來自伊斯蘭世界的電報，內容紛紛表達了對其之同情，與來自土耳其政府的最新消息。對此，他試圖回復所有的電報，甚至在1924年3月11日，他發表了一份反對土耳其大國民議會的決定，並聲稱所有伊斯蘭世界都站在他這邊的官方說明。該聲明是在當地訪問他，並向前哈里發遞交土耳其政府之聲明後幾天發布的；對此，瑞士特使還要求他不要提及庇護他的國家。但在後來土耳其政府對瑞士施壓之後，阿卜杜勒-邁吉德二世便不再允許繼續發布聲明。
由於他們一家人在瑞士的開銷過多，阿卜杜勒-邁吉德請他的導師薩利赫·克拉梅特安排搬家至巴黎，但薩利赫·克拉梅特安排搬至倫敦：薩利赫·克拉梅特希望與海德拉巴尼扎姆的阿薩夫·賈赫七世結盟，並讓阿卜杜勒-邁吉德二世成為其律師，這樣他每月可得到年金300英鎊。1924年10月，阿卜杜勒-邁吉德一家人搬到法國尼斯。後來由於他的女兒杜露塞瓦爾與姪女尼洛芙·哈尼姆嫁給了世界最富有之一的海德拉巴尼扎姆的兒子阿薩姆·賈與莫阿薩姆·賈，原先財務狀況拮据的阿卜杜勒-邁吉德至此得以改善。然此時，阿卜杜勒-邁吉德已經不想繼續關心政治，而是一頭埋進他的愛好事業：畫畫與音樂。
後來阿卜杜勒-邁吉德的女兒結婚後，他便一直住在巴黎直至去世為止。1944年8月23日，阿卜杜勒-邁吉德因心臟病發作病逝巴黎：其死恰逢同盟國解放巴黎之時。在死之前，阿卜杜勒-邁吉德曾要求他與其親屬可以葬於伊斯坦堡，但薩利赫·克拉梅特最終未能讓土耳其政府妥協，為此他的女兒杜露塞瓦爾甚至親訪當時的土耳其總統伊斯麥特·伊諾努，但仍無法在返國、安葬問題上達成一致。爾後阿卜杜勒-邁吉德葬於巴黎的某座清真寺，1954年3月30日轉葬麥地那。

## 個人生活
雖然阿卜杜勒-邁吉德二世被授予鄂圖曼帝國軍隊將軍之銜，但他並沒有相關意向；相反地，他在藝術方面有著更多的成就。
他被認為是鄂圖曼晚期最重要的畫家之一。他的後宮畫作展示了現代的音樂聚會，其中有張畫展示了其妻謝蘇瓦爾閱讀的浮士德──約翰·沃夫岡·馮·歌德的著作之一──，他表明了西歐文化在其精英圈中的重要性。相關畫作在1918年的維也納舉行的鄂圖曼繪畫展上展出，其個人自畫像也可在伊斯坦堡現代美術館中看到。
此外，阿卜杜勒-邁吉德二世是個狂熱的蝴蝶收藏家，在他生命最後的20年都在這麼做。他最喜歡的雜誌是《回顧兩個世界》。

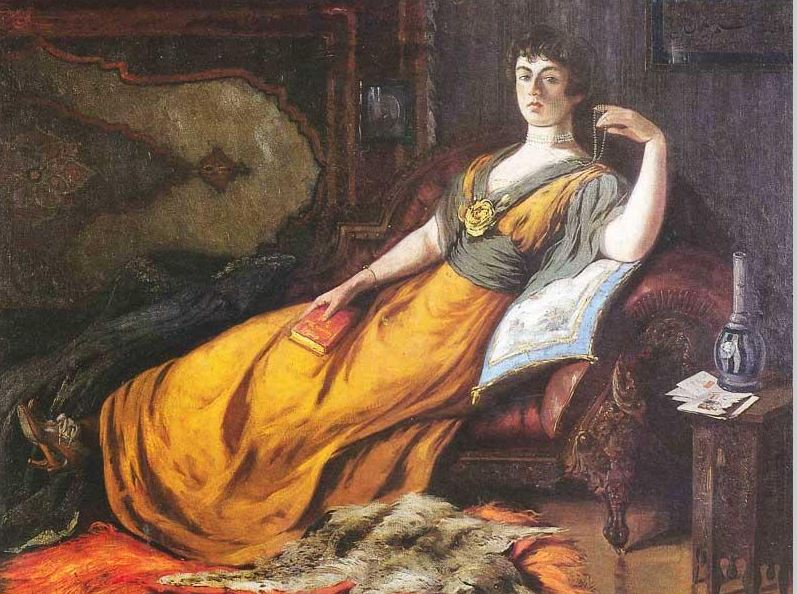
《後宮歌德》，1898年/1917年，土耳其國家藝術與雕塑博物館（英语：State Art and Sculpture Museum）
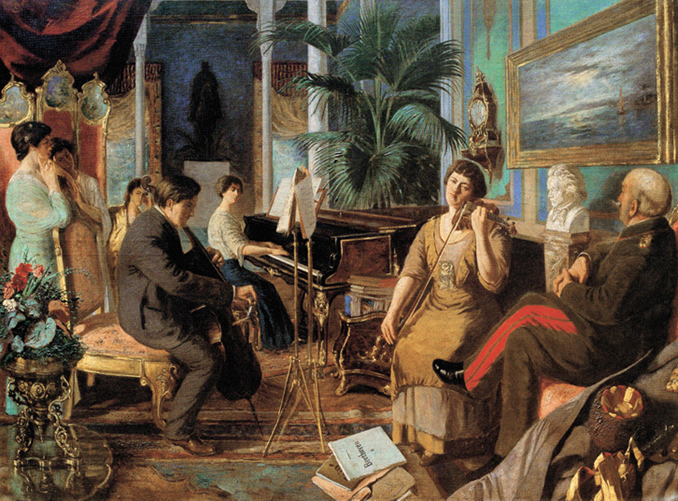
《後宮貝多芬》，1915年，伊斯坦堡國家藝術和雕塑博物館（英语：İstanbul State Art and Sculpture Museum）
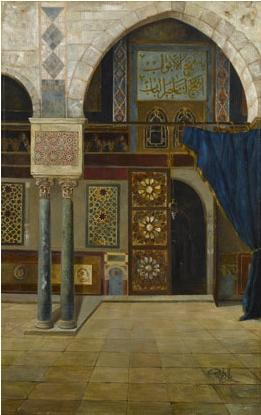
《清真寺之門》，1920年，薩基普·薩班奇博物館（英语：Sakıp Sabancı Museum）
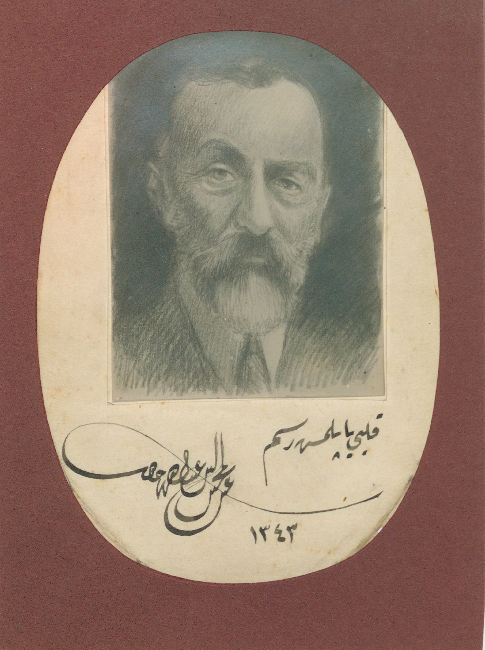
阿卜杜勒哈克·哈米德·塔爾汗（英语：Abdülhak Hâmid Tarhan）之畫，鄂圖曼土耳其語說的是「用心所造」。

## 妻子與子嗣
阿卜杜勒-邁吉德二世的第一位妻子是謝蘇瓦爾，是土耳其和烏茲別克人。他們在1896年12月23日結婚。爾後，她的子嗣奧馬·法魯克王子於1898年2月27日出生。後她於1945年死於巴黎，並被葬在博比尼公墓。其子奧馬·法魯克結婚兩次，有三個女兒，後死於1969年3月28日。
他的第二位妻子是米赫玛，她在1899年5月23日死於納卡斯特佩宮，葬於伊斯坦堡努赫庫尤蘇清真寺。
他的第三位妻子是海魯尼薩，她是切爾克斯人，並且沒有子嗣。
他的第四位妻子是梅赫斯蒂，切爾克斯-阿布哈茲人。他們在1912年4月16日結婚。爾後她的子嗣杜露塞瓦爾公主於1914年出生。後她在倫敦米德爾塞克斯去世，並被葬於布魯克伍德公墓。其女杜露塞瓦爾結婚一次，有兩個兒子，後死於2006年2月7日。

## 勳章
國內頒發的勳章/獎章
- 鄂圖曼家族勳章（英语：Order of the House of Osman）[37][38]
- 鄂圖曼榮耀勳章（英语：Order of Glory (Ottoman Empire)）[37][38]
- 伊姆蒂亞茲獎章（英语：Imtiaz Medal）[37][38]
- 奧斯曼尼耶勳章（英语：Order of Osmanieh）[37][38]
- 麥吉迪勳章（英语：Order of the Medjidie）[37][38]
- 伊夫蒂哈爾·薩納伊獎章（英语：Iftikhar Sanayi Medal）[37][38]
- 伊姆蒂亞茲戰爭金牌獎章[38]
- 傑出海軍金牌獎章[38]

國外頒發的勳章
- 奥匈帝国：利奧波德大十字勳章（英语：Order of Leopold (Austria)）（1918年6月6日）[39]
- 伊朗：伊朗皇冠勳章（英语：Order of the Crown (Iran)）（1919年8月23日）[40]

## 註腳
1. ↑  . . 伊斯坦堡: 土耳其宗教事務局，伊斯蘭研究中心. 1988年–2016年 （土耳其语）.
2. 1 2 3 4  Hoiberg, Dale H. (编). . . I: A-ak Bayes 15th. Chicago, Illinois: Encyclopædia Britannica Inc.: 23. 2010. ISBN 978-1-59339-837-8.
3. 1 2  有消息稱他的生日是在29日
4. ↑  . www.biyografi.info.   [2021-03-23]. （原始内容存档于2019-04-13） （土耳其语）.
5. 1 2  Keramet., Nigar, Salih. . İnkılap ve Aka Kitabevleri. 1964. OCLC 984425856.
6. ↑  Alderson 1956，第83頁.
7. ↑  Alderson 1956，table XLVIII.
8. 1 2  Elsie 2013，第3頁.
9. 1 2  Brookes 2010，第16頁.
10. 1 2  Küçük 2006.
11. ↑  Küçük, Abdülaziz 1988.
12. 1 2 3 4  Hoiberg 2010，第23頁.
13. 1 2 3 4 5 6 7 8 9 10  Küçük 1988.
14. ↑  The Encyclopædia Britannica, Vol.7, Edited by Hugh Chisholm, (1911), 3; Constantinople, the capital of the Ottoman Empire...
15. ↑  Inc, Encyclopaedia Britannica. . Encyclopaedia Britannica, Inc. 2008-05-01: 966  [2022-06-02]. ISBN 9781593394929. （原始内容存档于2016-04-27） （英语）.
16. ↑  Finkel, Caroline. . Basic Books. 2007: 546  [2022-06-02]. ISBN 9780465008506. （原始内容存档于2020-07-13）.
17. ↑  Özoğlu, Hakan. . ABC-CLIO. 2011: 6  [2022-06-02]. ISBN 9780313379567. （原始内容存档于2020-07-24） （英语）.
18. ↑  Yücel, İdris. .   [18 January 2019]. （原始内容存档于4 February 2019）.
19. ↑  Lord Kinross, The Rebirth of a Nation, Kasım 1966, Sayfa 386, Amerikan Neşriyatı Bürosu için özel basım (ISBN bilgisi yoktur).
20. ↑  . 7 March 2010  [20 January 2020]. （原始内容存档于21 September 2013）.
21. ↑   (PDF).   [5 March 2015]. （原始内容 (PDF)存档于23 September 2015）.
22. ↑   (PDF).   [6 March 2015]. （原始内容 (PDF)存档于2 April 2015）.
23. ↑  Uçan, Lale.  (PDF). İstanbul Üniversitsi Sosyal Bilimler Enstitüsü doktora tezi, İstanbul 2019.   [27 January 2021]. （原始内容 (PDF)存档于27 November 2020）.
24. 1 2  . The Economist. 19 December 2015  [26 December 2015]. （原始内容存档于2017-08-08）.
25. 1 2 3  Moralı, Seniha Sami. . 1978: 60.
26. ↑  Uçan 2019，第261頁.
27. 1 2  Uçan 2019，第256–257頁.
28. 1 2 3 4  Adra, Jamil. . 2005: 37–38.
29. 1 2  Bardakçı 2017，第xvi頁.
30. 1 2  Uçan 2019，第258頁.
31. ↑  Haskan, Mehmet Nermi. . Üsküdar Belediyesi. 2001: 298. ISBN 978-9-759-76062-5.
32. 1 2  Uçan 2019，第259頁.
33. ↑  Bardakçı, Murat. . Oxford University Press. 2017: 110. ISBN 978-9-774-16837-6.
34. ↑  Uçan 2019，第267頁.
35. 1 2  Bardakçı 2017，第xiv頁.
36. ↑  Sakaoğlu, Necdet. . Oğlak Yayıncılık. 2008: 713. ISBN 978-6-051-71079-2.
37. 1 2 3 4 5 6  Yılmaz Öztuna. . Ötüken Yayınevi. 1978: 164.
38. 1 2 3 4 5 6 7 8  Alp, Ruhat. . 2018: 324.
39. ↑  Uçan 2019，第59頁.
40. ↑  Uçan 2019，第83–84頁.

## 外部連結
- 有关阿卜杜勒-迈吉德二世在德国经济学中央图书馆（ZBW）20世纪新闻档案中的剪报。
- . Лента.ру. 2013-10-07  [2018-04-05]. （原始内容存档于2022-06-09） （俄语）.

| 阿卜杜勒-迈吉德二世 鄂圖曼王朝出生于：1868年3月29日逝世於：1944年8月23日 | 阿卜杜勒-迈吉德二世 鄂圖曼王朝出生于：1868年3月29日逝世於：1944年8月23日                    | 阿卜杜勒-迈吉德二世 鄂圖曼王朝出生于：1868年3月29日逝世於：1944年8月23日                              |
| 伊斯蘭教遜尼派頭銜                                                       | 伊斯蘭教遜尼派頭銜                                                                          | 伊斯蘭教遜尼派頭銜                                                                                    |
| ------------------------------------------------------------------------ | ------------------------------------------------------------------------------------------- | --- |
| 前任者： 穆罕默德六世                                                    | 伊斯蘭哈里發 1922年11月19日－1924年3月3日                                                   | 繼任者： 1924年3月廢除哈里發                                                                          |
| 王位覬覦者                                                               |                                                                                             | |
| 前任者： 穆罕默德六世                                                    | — 名义上的 — 奥斯曼帝国苏丹 1922年11月19日－1944年8月23日 继位失败原因： 1922年帝國解體     | 繼任者： 艾哈迈德四世·尼哈德                                                                          |
| 前任者： 穆罕默德六世                                                    | — 名义上的 — 伊斯蘭哈里發 1924年3月3日－1944年8月23日 继位失败原因： 1924年3月3日廢除哈里發 | 1924年3月廢除哈里發 （侯赛因·本·阿里聲稱擁有） （官方宗教地位和哈里發的權力被轉移到宗教事务局代表团） |